# Isenbergbach
Der Isenbergbach, auch Isenberger Bach, ist ein Fließgewässer in Hattingen. Er entspringt nordwestlich des Isenbergs mit der Isenburg bei Balkhausen, fließt nach Nordosten entlang des Balkhauser Weges bis zur Gaststätte „Tum Bur“ und entleert bei der Gaststätte „Zum Deutschen“ in den Heiligen Spring, der wenige Meter weiter linksseitig in die Ruhr mündet. 